# Chrysops univittatus
Chrysops univittatus är en tvåvingeart som beskrevs av Macquart 1855. Chrysops univittatus ingår i släktet Chrysops och familjen bromsar. Inga underarter finns listade i Catalogue of Life.